# 上長和站

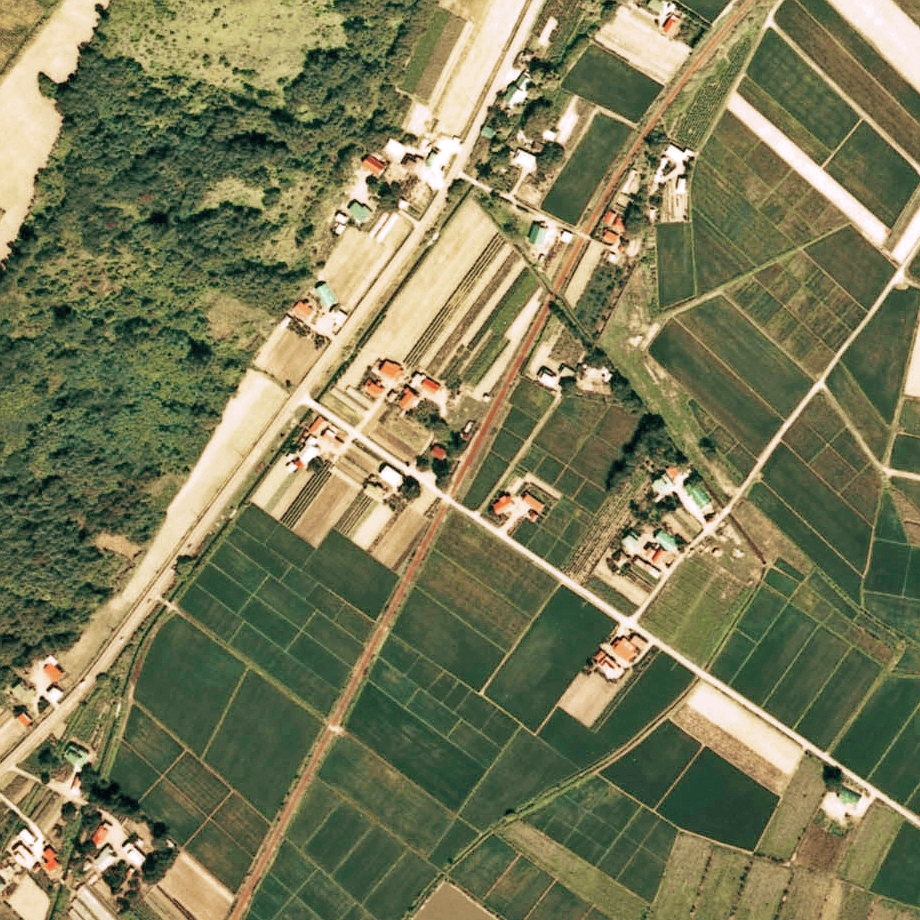
1976年的上長和站與方圓約500米範圍。左下方是伊達紋別方向。

上長和站（日语：／ Kami-Nagawa eki */?）是位於北海道伊達市上長和町，日本國有鐵道的膽振線車站（廢站）。隨著膽振線廢除，車站在1986年（昭和61年）11月1日廢除。

## 歷史
- 1940年（昭和15年）12月15日 - 膽振縱貫鐵道伊達紋別站至德舜瞥站（後來為新大瀧站）之間開通，上長流停留場（日语：／）啟用[3]。當時為客運車站[1]。
- 1944年（昭和19年）7月1日 - 膽振縱貫鐵道在戰時被收購，鐵路線國有化。路線名改為膽振線[1]。同時升級至車站，名為上長流站[1]。
- 1959年（昭和34年）10月10日 - 車站名稱改為上長和站[1]。
- 1986年（昭和61年）11月1日 - 膽振線全線廢除，此站也廢除[2]。

### 站名的由來
車站名稱取自所在地名。原本當地名為「上長流（かみおさる）」，與站名同名。在1959年（昭和34年）4月，隨著字名變更。同年10月，與長流站一同改站名。

## 車站構造
截至車站廢除前，此站是地面車站，設有1面1線的單式月台。月台位於路軌西邊（俱知安方向的列車會開啟左邊車門）。此站沒有轉轍器。
此站是無人車站，沒有車站大樓，於月台出入口附近設有一座候車室，該建築物以裝配而成。

## 使用狀況
- 在1981年度（昭和56年度），1日上下車人次為6人[5]。

## 車站周邊
- 北海道道233號伊達洞爺線（日语：北海道道233号伊達洞爺線）[7] - 現時：國道453號（日语：国道453号）（有珠國道）。
- 上長和停車公園
- 伊達溫泉（日语：伊達温泉）
- 長流川[7]
- 有珠山 - 車站東北方[7]。可從車站觀看[5]。
- 昭和新山 - 車站北方[7]。可從車站觀看[5]。

## 現況
關於伊達紋別站與此站之間的路軌遺址，於伊達紋別站站內對出附近位置起建設了約4公里的單車徑。單車徑終點位於此站附近。
截至1997年（平成9年），車站被草覆蓋，月台、木欄和站前的白樺樹還存在。後來月台被撤走，截至2010年（平成22年），單車徑旁建設了名為「上長和休憩所」的公園，公園內設有石製模擬月台。
另外，截至1997年（平成9年），靠近伊達紋別一方。於伊達溫泉附近的單車徑旁保留了2公里之里程碑。截至2010年（平成22年）也是同樣。

## 相鄰車站
日本國有鐵道
膽振線
伊達紋別－上長和－壯瞥

## 注腳
1. 1 2 3 4 5 6  石野哲（編）. . JTB. 1998: 858. ISBN 978-4-533-02980-6 （日语）.
2. 1 2  . 官報. 1986-10-14 （日语）.
3. 1 2   第1版. 札幌市: 日本国有鉄道北海道総局. 1973-03-25: 77. ASIN B000J9RBUY （日语）.
4. 1 2   (PDF). 伊達市.   [2018-09-26]. （原始内容存档 (PDF)于2021-04-23） （日语）.
5. 1 2 3 4  書籍《国鉄全線各駅停車1 北海道690駅》（小學館，1983年7月發行）92頁。
6. ↑  書籍《追憶の鉄路 北海道廃止ローカル線写真集》（著：工藤裕之，北海道新聞社，2011年12月發行）279頁。
7. 1 2 3 4  書籍《北海道道路地図 改訂版》（地勢堂，1980年3月發行）41頁。
8. 1 2 3  書籍《鉄道廃線跡を歩くIII》（JTB出版，1997年5月發行）40頁。
9. 1 2 3  書籍《新 鉄道廃線跡を歩く1 北海道・北東北編》（JTB出版，2010年4月發行）156頁。